# Cyril Svoboda
Cyril Svoboda (* 24. listopadu 1956 Praha) je český politik, v obdobích 2001–2003 a 2009–2010 předseda KDU-ČSL. V roce 2009 zastával post ministra pro místní rozvoj ČR, předtím v letech 2007–2009 ministr bez portfeje a předseda Legislativní rady vlády. V roce 1998 ministrem vnitra a v letech 2002–2006 ministrem zahraničí. Od roku 1998 do roku 2010 byl poslancem Parlamentu České republiky za KDU-ČSL.

## Životopis

### Před rokem 1998
Po absolvování pražského Gymnázia U Libeňského zámku a Právnické fakulty Univerzity Karlovy (1976–1980) pracoval do roku 1983 jako podnikový právník u společnosti Transgas, následně jako notář v Praze 10.
Svou politickou dráhu zahájil v roce 1990 jako poradce místopředsedy vlády pro lidská práva, restituce a vztahy mezi státem a církvemi. Podílel se na přípravě zákona č. 298/1990 Sb., v jehož důsledku byla řádu svaté Voršily mylně vydána hospodářská budova Národního divadla; což později vyvolalo velkou aféru.
Část roku 1991 působil jako asistent na Pedagogické fakultě Univerzity Karlovy, v té době si také rozšiřoval vzdělání na Pan American Institute for International Studies (Notre Dame University). V témže roce se stal poradcem předsedy federální vlády ČSFR, od roku 1992 ředitelem legislativní sekce v Úřadu vlády ČR a sekretářem (místopředsedou) Legislativní rady české vlády. V období 1992–1996 zastával funkci prvního náměstka ministra spravedlnosti. Mezitím se v roce 1994 stal členem Benátské komise a v roce 1995 vstoupil do KDU-ČSL. Od července 1996 působil jako náměstek ministra zahraničních věcí pro otázky spojené se vstupem Česka do Evropské unie a stal se členem vědeckých rad Právnické fakulty UK a Fakulty mezinárodních vztahů VŠE v Praze. Od ledna 1997 rovněž dočasně řídil Legislativní radu české vlády a v témže roce se stal místopředsedou Benátské komise.

### Ministr vlád J. Tošovského, V. Špidly, S. Grosse a J. Paroubka
Do vrcholové politiky pronikl v roce 1998. Od 2. ledna 1998 do 23. července 1998 byl ve vládě Josefa Tošovského ministrem vnitra a současně šéfem delegace vedoucí vyjednávání s představiteli EU o podmínkách přijetí ČR do Evropské unie.
Ve volbách v roce 1998 byl zvolen do Poslanecké sněmovny Parlamentu České republiky za KDU-ČSL (volební obvod Praha). Poslancem byl od 20. června 1998 a od 23. července 1998 až do konce funkčního období 20. června 2002 byl předsedou sněmovního petičního výboru.
V květnu 1999 prohrál souboj s Janem Kasalem o post předsedy KDU-ČSL uvolněný po Josefu Luxovi a stal se pouze prvním místopředsedou. Zatímco Kasal v kandidátském projevu zdůrazňoval potřebu proreformní vlády, Svoboda akcentoval proevropskou orientaci KDU-ČSL.
Od ledna 2001 byl předsedou Výboru pro jednací řád a imunity Parlamentního shromáždění Rady Evropy. 28. ledna 2001 byl zvolen lídrem Čtyřkoalice (spojenectví KDU-ČSL, Unie svobody, DEU a ODA), o tři dny později se kvůli tomu vzdal funkce prvního místopředsedy KDU-ČSL. Po sporech ve Čtyřkoalici, kdy nebyl schopen prosadit svou představu o personálním složení stínové vlády Čtyřkoalice, však 31. března 2001 odstoupil i z funkce jejího lídra. Jeho kolega ze Čtyřkoalice a významný politik Unie svobody Vladimír Mlynář vnímal volbu Cyrila Svobody v lednu 2001 jako relativní úspěch a oceňoval, že tradicionalističtí lidovci souhlasili s pražským právníkem v čele stínové vlády. Naopak rezignaci Svobody na post v březnu 2001 vnímal jako Svobodovu chybu a kritizoval jeho malou schopnost taktické pružnosti. Hlavní příčinou jeho rezignace měla být neshoda na tom, zda by měl být členem stínové vlády i jeho spolustraník Miroslav Kalousek, kterého Svoboda opakovaně v různých variantách složení stínového kabinetu opomíjel.
Čtyřkoalice se později rozpadla, respektive do voleb v roce 2002 šla jako aliance dvou subjektů KDU-ČSL a US-DEU pod názvem Koalice. Na volebním sjezdu KDU-ČSL 26. května 2001 Svoboda hájil politiku větší vstřícnosti vůči ČSSD a byl zvolen předsedou KDU-ČSL. Výsledek sjezdu byl vítězstvím Svobodova křídla, naopak porážkou skupiny okolo Jana Kasala. Trvaly i osobní a politické spory s Miroslavem Kalouskem. Kalousek totiž reagoval ostře na Svobodovo zdůvodňování jeho nesouhlasu s účastí v stínové vládě (mělo jít o pochybné aktivity v době Kalouskova působení coby náměstka ministra obrany v 90. letech). Vyzval Svobodu, aby svá tvrzení doložil a získal v tomto požadavku podporu vedení strany. Svoboda pak byl nucen se Kalouskovi omluvit.

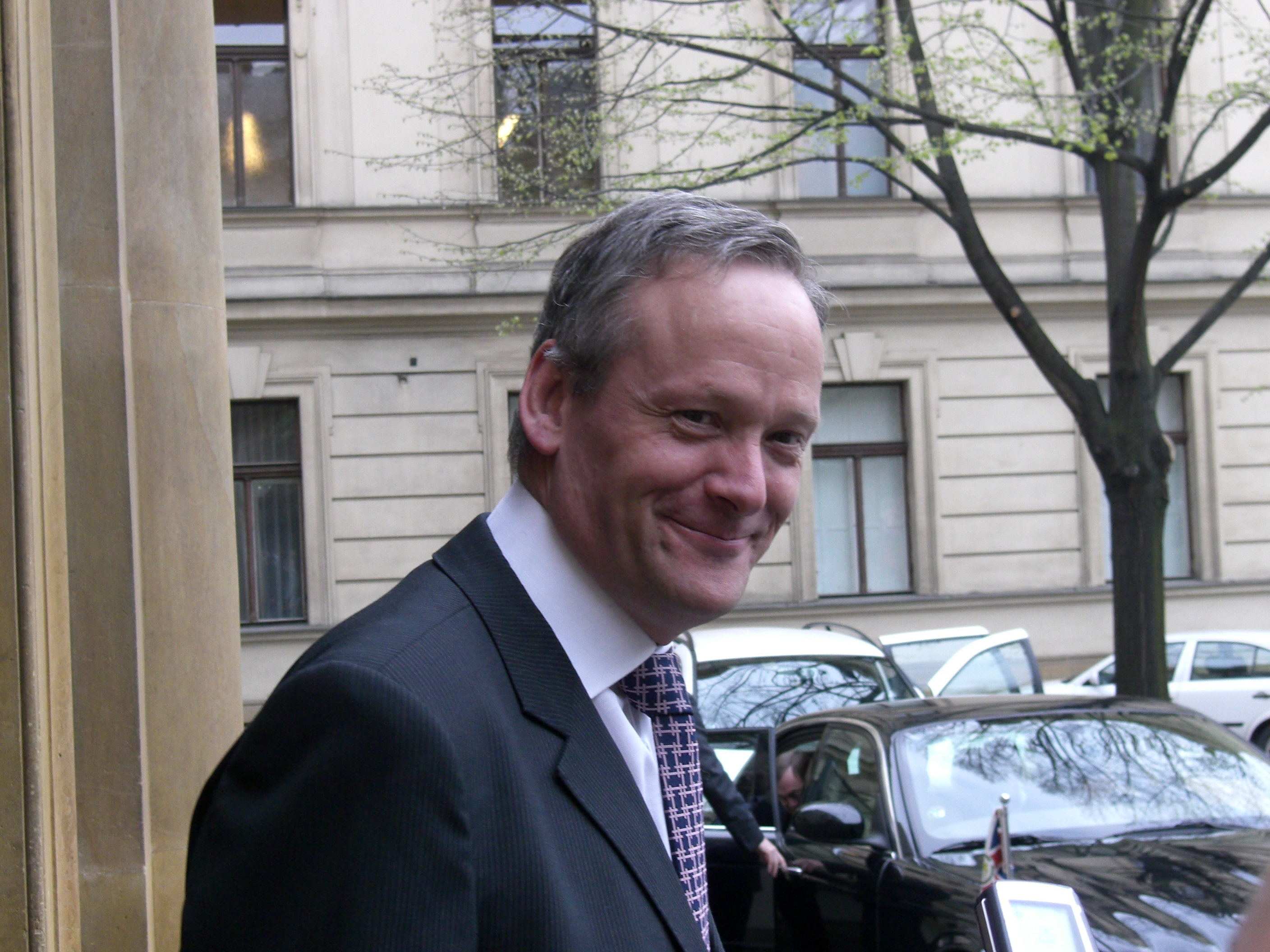
Cyril Svoboda (2007)

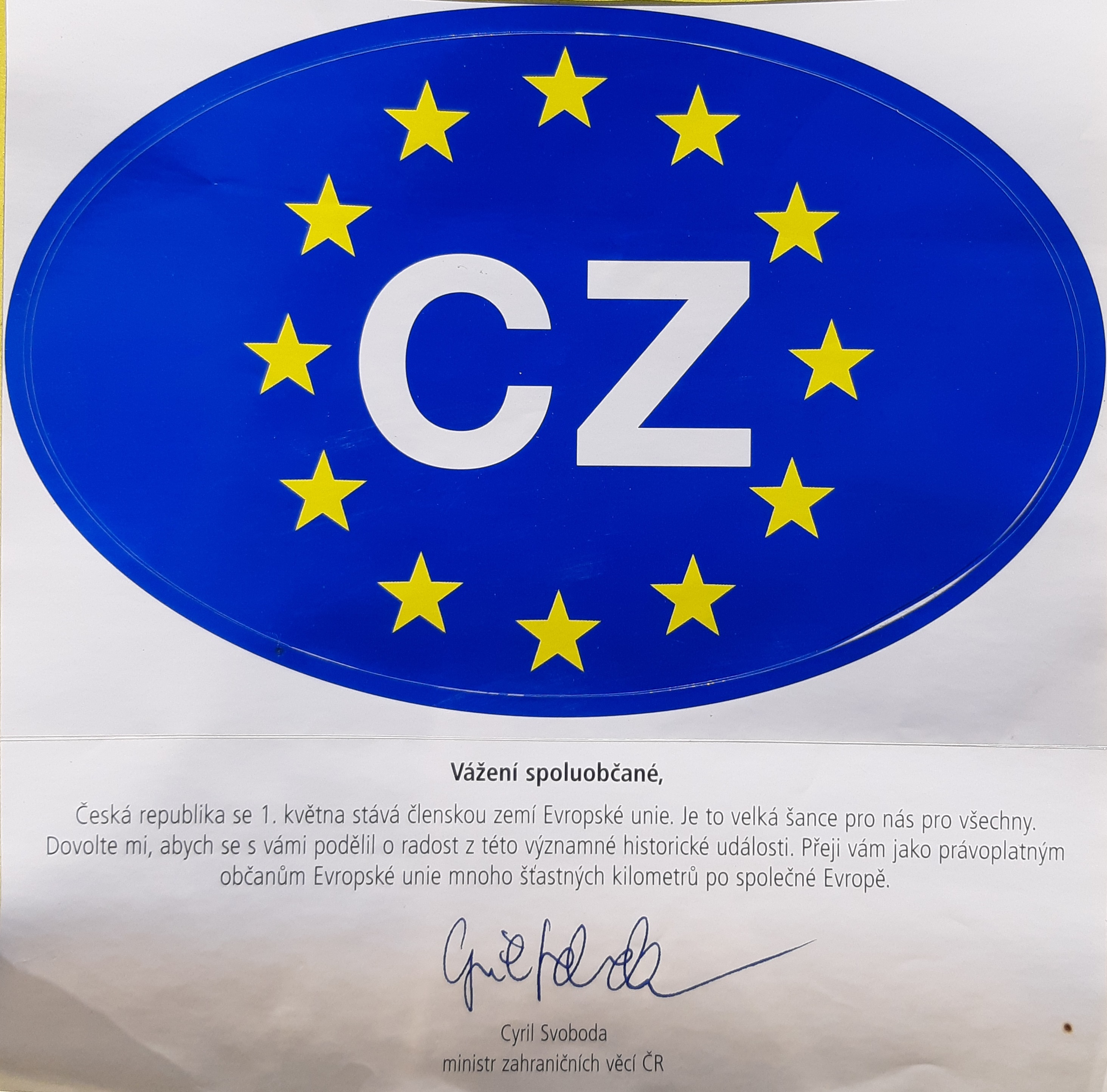
Ministr zahraničních věcí Cyril Svoboda vítá občany ČR v Evropské unii.

V červnu 2002 se stal členem správní rady nadačního fondu Most naděje, který založila společnost Synergo Group (později Appian Group, dnes Czech Coal). Předsedou správní rady byl podnikatel Antonín Koláček. Média Svobodu kritizovala kvůli střetu zájmů, ten se však postu nikdy nevzdal.
Ve volbách v roce 2002 byl opětovně zvolen do poslanecké sněmovny za KDU-ČSL, respektive za alianci Koalice, (volební obvod Královéhradecký kraj). Lidovci a US-DEU sice ve volbách získali podstatně méně mandátů, než ještě v roce 2001 naznačovaly průzkumy preferencí, ale na základě voleb došlo k vytvoření koaliční vlády Vladimíra Špidly (ČSSD, KDU-ČSL, US-DEU), čímž se lidovci po čtyřech letech opoziční smlouvy vrátili do vlády. 15. července 2002 byl Svoboda jmenován místopředsedou vlády a ministrem zahraničních věcí. Ve funkci ministra mj. zodpovídal za tzv. „informační kampaň“ před referendem o vstupu ČR do Evropské unie, která měla logo „Ano“ a byla opozicí a euroskeptiky kritizována jako jednostranná propaganda.
8. listopadu 2003 prohrál hlasování na sjezdu KDU-ČSL v Ostravě a ve funkci předsedy KDU-ČSL jej vystřídal jeho rival Miroslav Kalousek zastávající pravicovější názory. 1. místopředsedou se stal Jan Kasal, Cyril Svoboda byl zvolen pouhým řadovým místopředsedou. Jeho vliv ve vládě i straně následně poklesl. Post místopředsedy vlády zastával jen do konce trvání Špidlova kabinetu, tedy do 4. srpna 2004, zatímco v následujících vládách Stanislava Grosse a Jiřího Paroubka do 16. srpna 2006 si udržel již jen portfolio ministra zahraničních věcí.
15. dubna 2004 utrpěl vážná zranění páteře při autonehodě na sjezdu z dálnice do Vyškova. Nehodu způsobil řidič jeho služebního vozu, který jel rychlostí přes 120 km/h na nebezpečném úseku, kde je povolena maximální rychlost 60 km/h. Cyril Svoboda byl hospitalizován, ale rychle se uzdravil, dokonce již týden po nehodě hlasoval na vozíku pod dohledem lékařů v Poslanecké sněmovně, neboť jeho přítomnost byla pro vládu nutná k přehlasování veta prezidenta blokujícího zákon o DPH. Roku 2005 během vládní krize související s pochybnostmi okolo nabytí majetku premiéra Stanislava Grosse sice nesouhlasil se stupňováním tlaku na ČSSD, ale na základě usnesení celostátní konference KDU-ČSL z 30. března podal spolu s ostatními ministry této strany demisi. Prezident však demise ministrů nepřijímal až do 25. dubna, kdy padla celá vláda a byla jmenována vláda Jiřího Paroubka, v níž Cyril Svoboda zůstal na postu ministra zahraničních věcí.

### Ministr vlády M. Topolánka

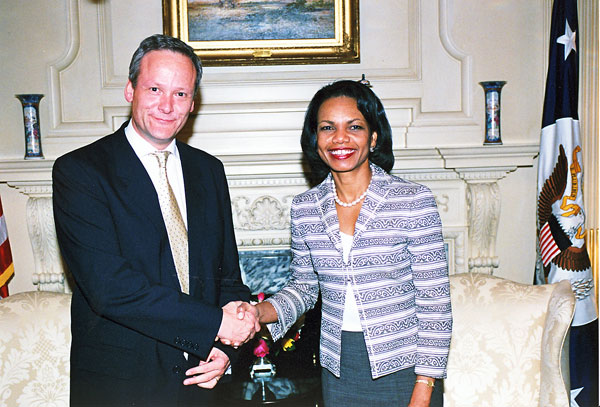
Svoboda a ministryně zahraničí USA Condoleezza Rice

Ve volbách v roce 2006 se znovu stal členem poslanecké sněmovny za KDU-ČSL, (volební obvod Praha). Ve volbách zvítězila ODS, ale poměr sil mezi levicí (ČSSD a KSČM) a středopravým blokem (ODS, KDU-ČSL a Strana zelených) byl vyrovnaný. Následovaly měsíce vyjednávání o nové vládě. Cyril Svoboda byl v té době stále místopředsedou strany, ale hlavní jednání vedl Miroslav Kalousek. Ten ovšem odstoupil z postu předsedy KDU-ČSL poté, co v srpnu 2006 ohlásil možnost vzniku vlády KDU-ČSL a ČSSD, kterou by tolerovala KSČM, ale ve straně se proti této variantě zvedl silný odpor členské základny. 28. srpna 2006 rezignoval na místopředsednický post i Cyril Svoboda. Zdůvodnil to následovně: „Lidé v naší straně pečlivě rozlišují, co se může a co se smí, a že něco se nesmí. Nesmí se jít do vlády s tichou nebo jakoukoliv podporou KSČM“. Později (rozhovor v MfD 5. října 2006) ovšem kritizoval zářijové usnesení KDU-ČSL, které lidovcům zakazuje tolerovat menšinovou vládu, neboť odmítnutí vlády tolerované KSČM bylo prý učiněno ve vypjaté atmosféře. Následně ale podepsal závazek o netoleranci vlády závislé na komunistech.
Když byla na počátku roku 2007 konečně zformována většinová vláda (druhá vláda Mirka Topolánka), stal se v ní Svoboda 9. ledna 2007 ministrem bez portfeje a předsedou Legislativní rady vlády. Na tomto postu setrval do 23. ledna 2009. 24. ledna 2008 sdělil, že za příslib podpory ODS zákonu o majetkovém vyrovnání církví bude volit v nadcházející prezidentské volbě Václava Klause. 15. ledna 2009 byl nominován za KDU-ČSL na post ministra pro místní rozvoj v rámci rekonstrukce vlády Mirka Topolánka. Ministrem pro místní rozvoj se skutečně stal 23. ledna a zároveň odešel z postu předsedy Legislativní rady vlády ČR. V nové vládní funkci ale setrval jen několik měsíců, protože ještě během jara 2009 byla vládě vyslovena nedůvěra a nahradila ji úřednická vláda Jana Fischera.

### Prohra ve volbách v roce 2010 a odchod z politiky

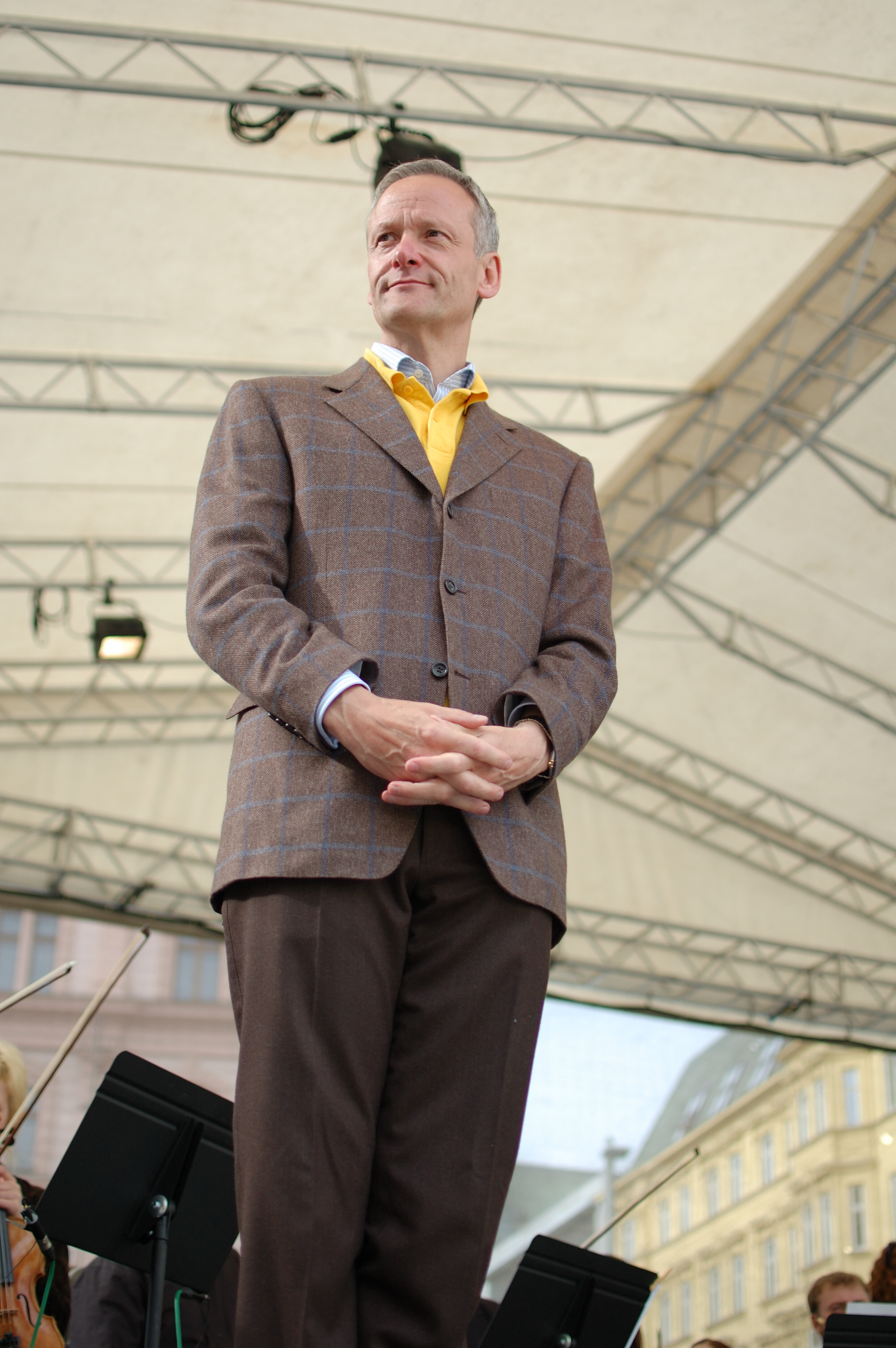
Cyril Svoboda při mítinku KDU-ČSL před volbami do PSP ČR v roce 2010.

V březnu 2009 oznámil, že bude kandidovat na post předsedy KDU-ČSL. V květnu 2009 tento post pak těsně získal (157 hlasů ze 300 ve druhém kole). Do voleb v roce 2010 pak vedl stranu oslabenou odchodem četných jejích politiků, včetně Miroslava Kalouska, do nové pravicové formace TOP 09. Volby do Poslanecké sněmovny Parlamentu České republiky v roce 2010 dopadly pro KDU-ČSL jasnou porážkou, strana nezískala ani jeden mandát a poprvé v dějinách samostatné České republiky ztratila zastoupení v dolní komoře parlamentu, čímž se stal Cyril Svoboda historicky nejméně úspěšným předsedou své strany. Ještě 29. května 2010 (tedy před vyhlášením oficiálních výsledků voleb) na tiskové konferenci oznámil, že rezignuje na post předsedy strany.
Ve vedení KDU-ČSL se již pak výrazněji neangažoval. V srpnu 2010 mu nové vedení strany (respektive úřadující předsedkyně Michaela Šojdrová) adresovalo výzvu, aby pozastavil své členství v KDU-ČSL kvůli kontroverzím okolo jeho soudního sporu s Charitou (viz níže). Svoboda kritizoval, že neměl možnost se před spolustraníky i veřejností řádně obhájit. Byl zaměstnancem ministerstva zahraničních věcí a vedl coby jednatel soukromou školu Diplomatická akademie. Na ministerstvu mu ale fakticky nebyla přidělena žádná agenda a po uplynutí roční ochranné lhůty byl v roce 2011 propuštěn, oficiálně s odkazem na neslučitelnost působení na ministerstvu s angažmá v soukromé škole, což Svoboda označil za účelové zdůvodnění.

### Dědický spor s charitou
Svoboda se dlouhodobě profiluje jako křesťanský politik a v roce 2007 například nabádal katolíky, aby více finančně podporovali církev. I proto v roce 2008 pobouřila řadu členů KDU-ČSL zpráva, že vede soudní spor o dědictví s charitativní organizací pražského arcibiskupství, Domovem svaté Rodiny, který založila v roce 1991 sestra Akvinela, když vybaven závětí z roku 1992 odkazující mu činžovní dům zpochybnil novější závěť (z listopadu 2004) z důvodu údajné nesvéprávnosti pořizovatelky závěti, která komplexně odkazuje drtivou většinu majetku charitativním organizacím. Svoboda před soudem obvinil manžele Aloise a Boženu Kopeckých z toho, že údajně výhrůžkami donutili Marii Kaprálkovou ke změně poslední vůle, jež zněla původně ve Svobodův prospěch. Novější závěť odkazuje činžovní dům v hodnotě asi 50 milionů korun i další majetek Domovu Svaté Rodiny a Nadaci Jedličkova ústavu. Dle nové závěti má Svobodovi připadnout milion korun jako odměna za právnické služby v restitučním sporu.
Když Svoboda neuspěl v první instanci, veřejně slíbil, že se neodvolá, nicméně poté dal v tichosti svolení s odvoláním zástupci státu, který byl ve sporu vedlejším účastníkem. Soud nakonec pravomocně rozhodl ve Svobodův neprospěch.
V lednu 2011 Svoboda jako jediný z dědiců nesouhlasil s vypořádáním pozůstalosti závěti z roku 2004 a požadoval podílové vypořádání. V srpnu 2011 pak Obvodní soud pro Prahu 6 změnil pro průtahy notáře v dědickém řízení, Svoboda tuto změnu napadl i u Ústavního soudu. V prosinci 2011 tak dědictví stále nebylo vypořádáno.

### Akademická činnost a založení Diplomatické akademie

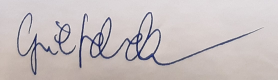
Podpis Cyrila Svobody

Po svém odchodu z vrcholové politiky se Svoboda věnuje výuce na víceru vysokých škol. V roce 2011 založil Diplomatickou Akademii v Praze, již od té doby řídí. V říjnu 2013 přijal pozvání ázerbájdžánské vlády pro pozorování prezidentských voleb. Svoboda vyvolal kontroverzi svými pozitivními výroky, které byly v ostrém rozporu se shledáními volebních pozorovatelů OBSE. V prosinci 2015 přijal pozvání na galavečer na počest 10. výročí založení ruské státní televize Russia Today, kde seděl u stejného stolu jako ruský prezident Vladimir Putin.

### Poradce Andreje Babiše
V lednu 2018 média oznámila, že Cyril Svoboda je součástí týmu poradců premiéra Andreje Babiše.
Podpořil iniciativu Odmítáme podrážet Izrael, která kritizuje ministra zahraničí Tomáše Petříčka, ministra kultury Lubomíra Zaorálka a bývalého ministra zahraničí Karla Schwarzenberga za jejich společné prohlášení z 23. května 2020, ve kterém odsoudili plánovanou izraelskou anexi židovských osad, které Izrael od roku 1967 vybudoval na okupovaném Západním břehu Jordánu, což je území, se kterým Palestinci počítají pro svůj budoucí stát Palestina.

### Voice of Europe a návrh na vyloučení ze strany
Cyril Svoboda poskytl[kdy?] rozhovor[který?] ruskému dezinformačnímu webu Voice of Europe, který na návrh BIS zařadila vláda v březnu 2024 na sankční seznam. Svoboda se v rozhovoru vyjadřoval kriticky k evropské pomoci napadené Ukrajině.
Počátkem dubna 2024 oznámil místopředseda KDU-ČSL a ministr životního prostředí Petr Hladík, že navrhne předsednictvu strany Svobodovo vyloučení ze strany. V diskusním pořadu České televize Otázky Václava Moravce uvedl: „Dlouhodobě nepovažuju Cyrila Svobodu za lidovce. Jeho dlouhodobé názory a směřování neodpovídá politice lidovců a očekával bych, že už dávno nebude členem strany.“
Předsednictvo strany se 9. dubna distancovalo od výroků Svobody s tím, že poškozují dobré jméno strany, a vyzvalo ho ke zvážení odchodu z KDU-ČSL. Předseda strany Marian Jurečka předpokládá, že tématem se bude zabývat celostátní výbor strany, který by se měl sejít 25. dubna. Navíc si Jurečka postoje Svobody s ním chce vyříkat osobně.
Svoboda v rozhovoru[kterém?] pro Radiožurnál reagoval útokem vůči vedení strany a zejména vůči Hladíkovi, když prohlásil: „Nejsem v konfliktu s členskou základnou KDU-ČSL. Konflikt vyvolal ministr Hladík tím, že zavádí stalinskou metodu vylučování členů strany pro jejich názor. To je nepřijatelné a pro mě je hluboké zklamání, že vedení strany nenašlo odvahu se od tohoto distancovat“ A dále tvrdil: „Do dnešního dne mi nikdo nevolal, nikdo mi neposlal zprávu. To je součást Hladíkovy stalinské metody – že zaútočí na někoho ve veřejném prostoru a teprve potom se to s ním řeší. Že se řeší ne texty nebo co jsem kde řekl, to se nehodnotí. Hladík je stalinista z KDU-ČSL.“

## Rodina

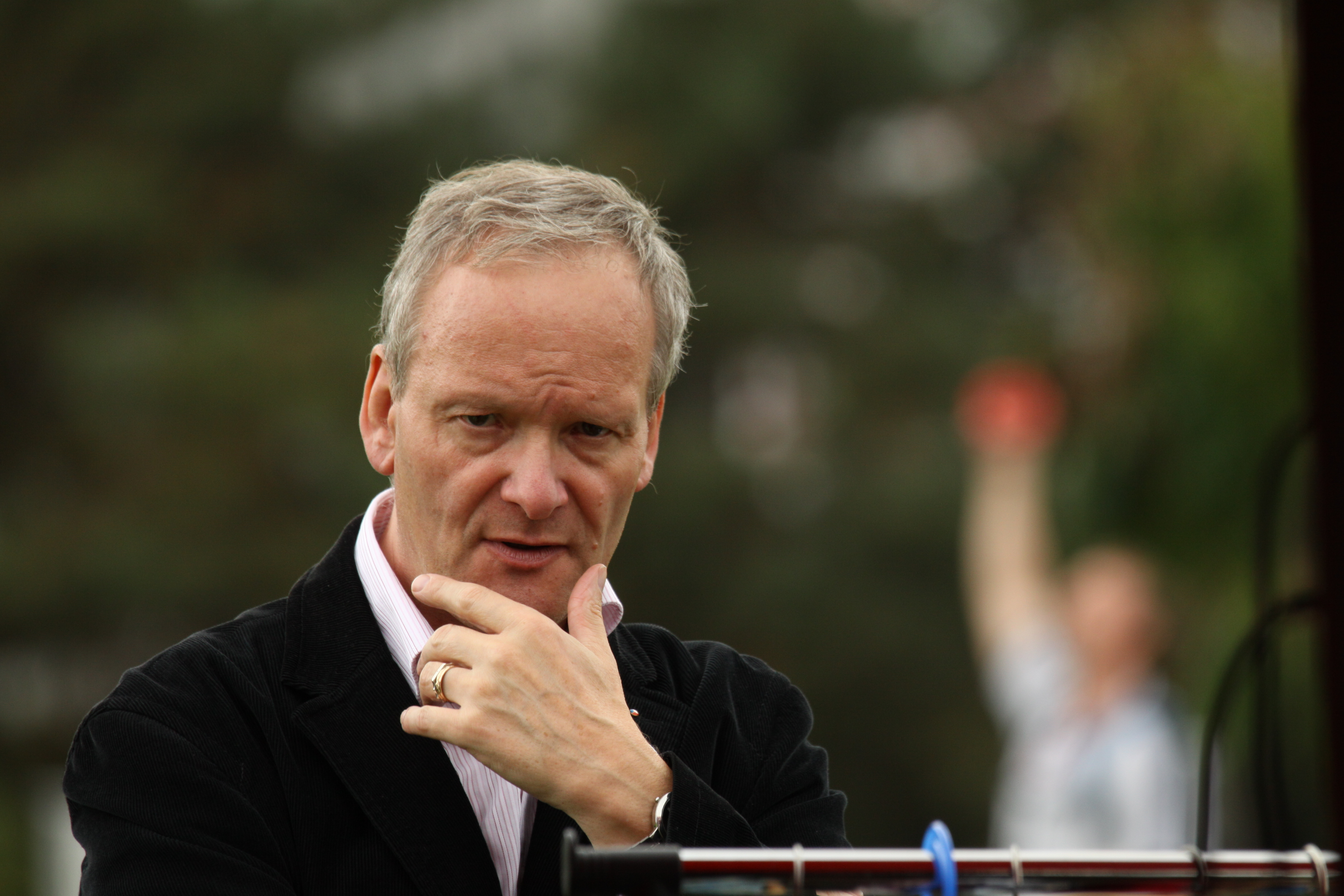
Josef Svoboda, 2014

Manželka Věnceslava Svobodová pracuje jako lékařka na neurochirurgii v Praze-Krči. Mají spolu čtyři syny: Václava, Norberta a dvojčata Radima a Vojtěcha. Cyril Svoboda má o dvacet minut starší jednovaječné dvojče Josefa Svobodu, působícího na ČVUT jako pověřenec pro ochranu osobních údajů. Sourozenec pracoval také jako bankéř, kancléř, tajemník rady pro vnitřní hodnocení či místostarosta MČ Praha 4.
Je vnukem národohospodáře Gustava Heidlera, synovcem teologa Alexandra Heidlera, prasynovcem historika Jana Heidlera a národohospodáře a politika Ferdinanda Heidlera.

## Publikační činnost
- Zákon o mimosoudních rehabilitacích v otázkách a odpovědích
- Komentář k Ústavě České republiky, spoluautor
- odborné články v oblasti legislativy
- členem redakční rady časopisů Právní poradce a Správní právo